# 럼비엔고원
달랏고원(多樂高原, Đà Lạt Plateau) 또는 럼비엔고원(Lâm Viên Plateau) 또는 랑비앙고원(Lang Biang Plateau)은 베트남 남동부에 있는 고원이다. 그 중심에는 달랏시가 있다. 이 지역의 몇몇 산들은 해발 2000m 이상이 되며, 2,442m에 이르는 추양신 봉(Đỉnh núi Chư Yang Sin)이 있다.

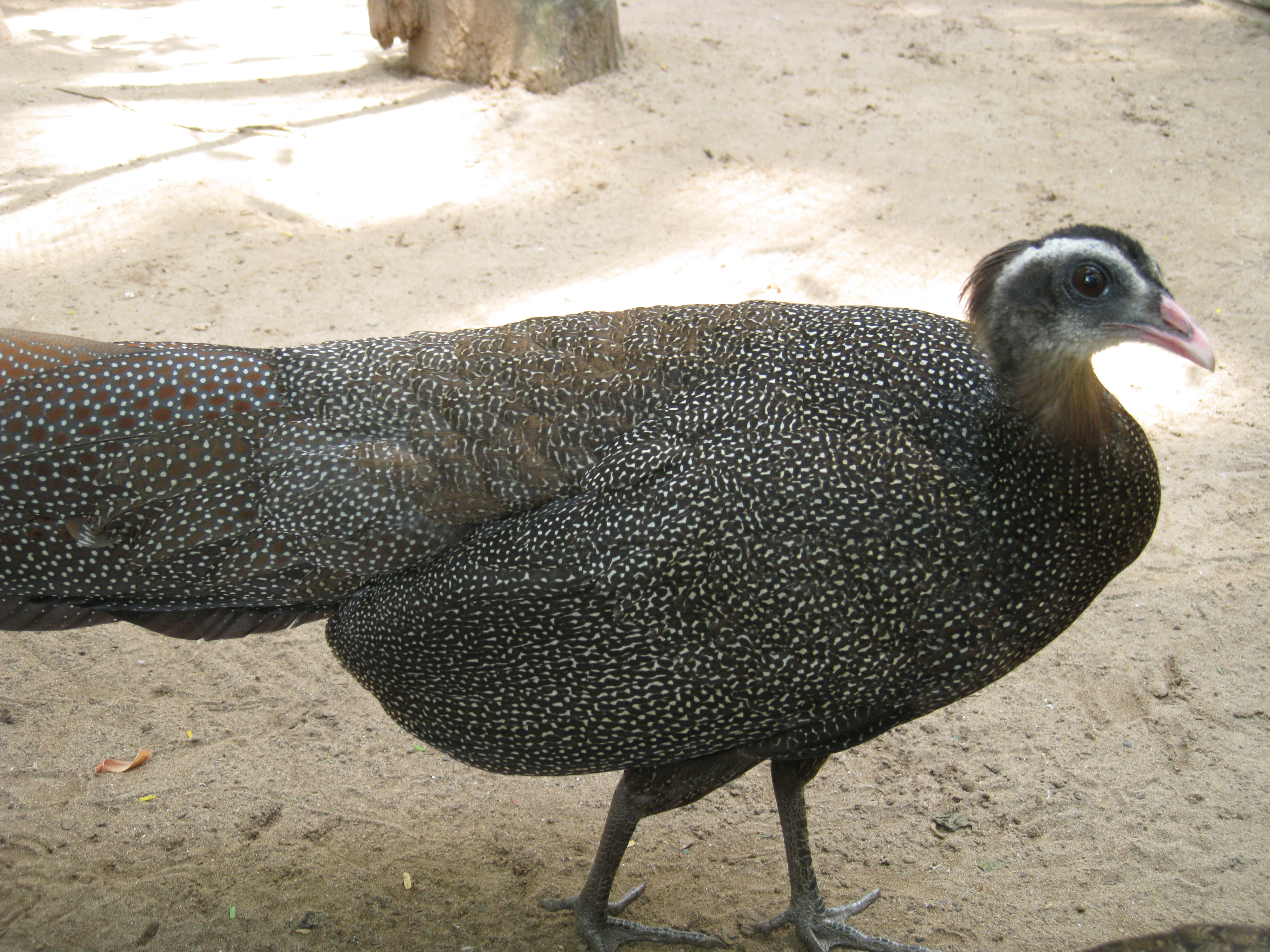
암컷 볃 청란, in the Saigon Zoo and Botanical Gardens

노랑부리 상사조

## 조류
달랏고원은 버드라이프 인터내셔널에 의해 발병 조류 지역으로 지정되었다. 고원은 조류를 위한 다양한 서식지로 구성되어 있다. 제한된 범위의 종인 볏 청란(Rheinardia ocellata), 짧은꼬리 시미터 개개비(Jabouilleia danjoui), 블랙 후드 상사조(Garrulax milleti), 흰뺨 상사조(Garrulax vassali), 깃 상사조(Garrulax yersini), 회색 왕관 상사조(crocias langbianis) 및 노랑 부리 동고비(Sitta solangiae)는 열대 산지 활엽 상록수숲에 서식하며 소나무숲을 선호 하는 베트남 방울새(Carduelis monguilloti)는 예외이다. 고원의 다양한 고도는 또한 블랙 후드 상사조와 회색 왕관 상사조처럼 낮은 고도(최대 1,650m)에 적합한 새들에게 적합한 환경을 형성한다. 그것은 거의 1,450m를 넘는 모험을 하지 않는 반면, 깃 상사조는 종종 1,500m 이상에 이르는 그 지역의 높은 봉우리에도 산다.

## 표유류

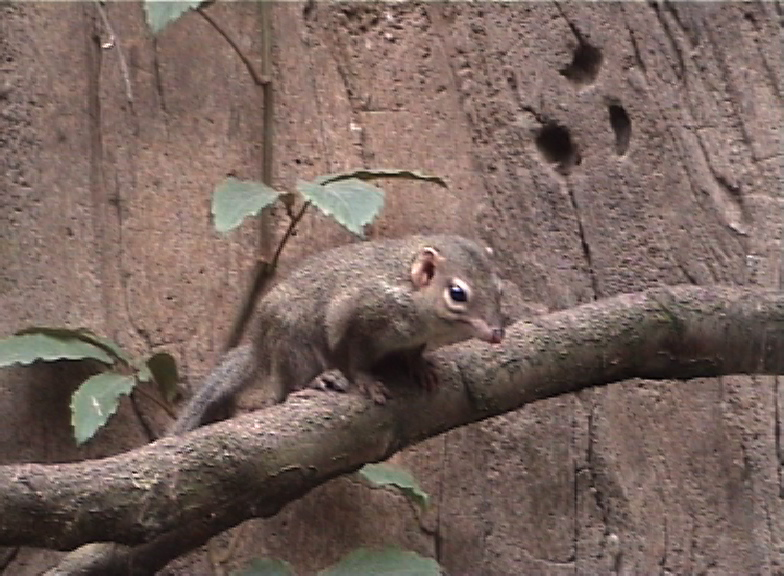
나무두더쥐

달랏고원의 북동쪽에 위치해 있는 비도웁 누이바 국립공원에는 총 36종의 작은 포유동물을 포함한 상당한 수의 포유류가 서식하고 있다. 이 총계에서 주목할만한 생물 중 일부는 나무두더지류(Tupaiidae), 잎코박쥐(Hipposideridae), 관박쥐(Rhinolophidae), 다람쥐(Sciuridae), 대나무쥐(Spalacidae)와 고슴도치(Hystricidae)를 포함한다.

## 그외
랑비앙고원 개구리는 이 지역의 이름을 따서 명명되었다.

## 날씨
달랏고원은 온화하고, 일정한 온도로 알려져 있으며 일년내내 약간씩 달라진다. 4월 월평균기온은 26.3°C이다. 가장 추운 달인 1월 월평균 기온은 10.5°C이다. 10월은 연중 가장 습기가 많은 달이다.